# Jim Creek Naval Radio Station
Die Jim Creek Naval Radio Station ist ein Längstwellensender der US Navy bei Oso, im US-Bundesstaat Washington. Die Station dient hauptsächlich zur Einwegkommunikation mit getauchten U-Booten, um diesen Befehle zu übermitteln.

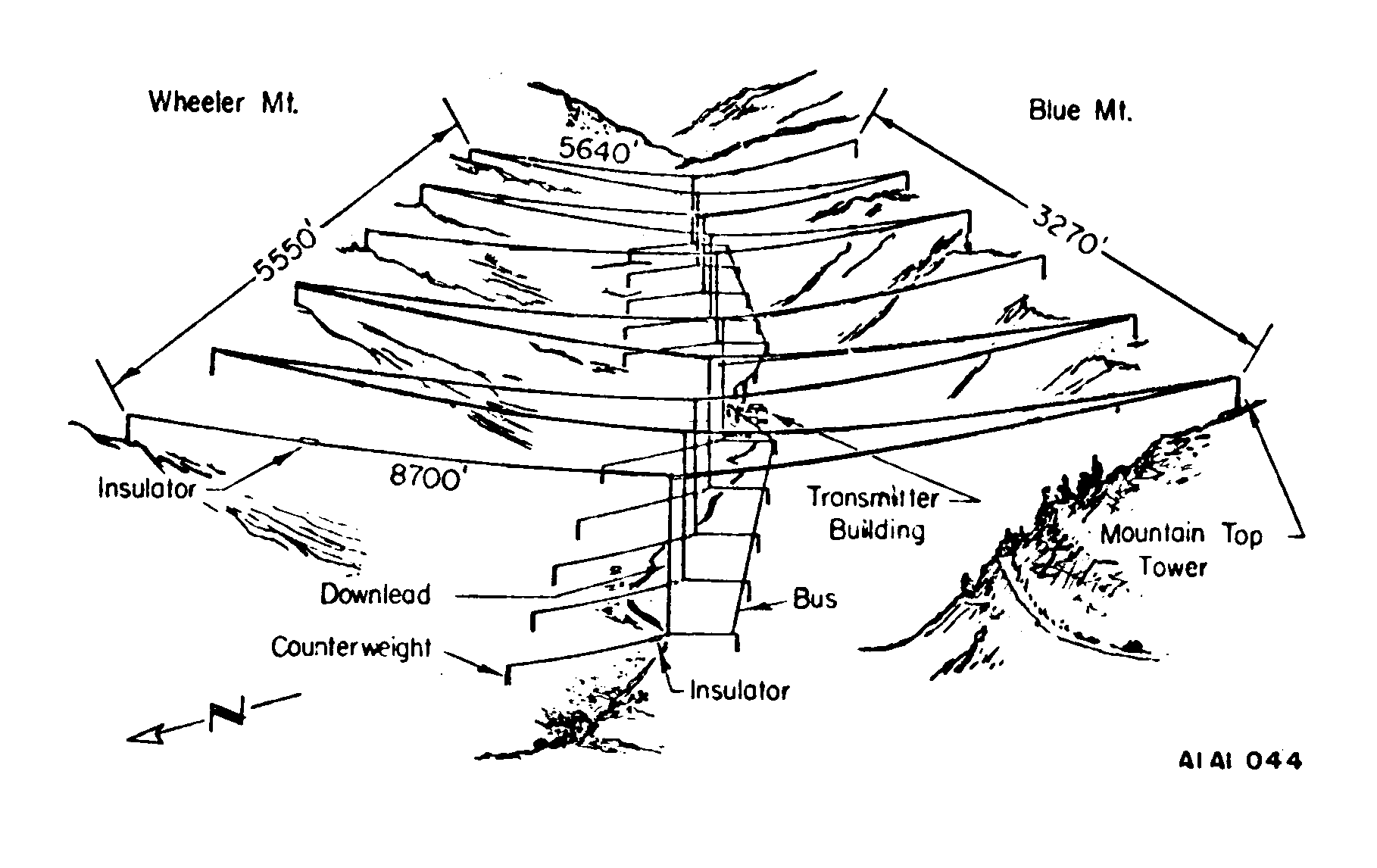
Schematische Darstellung der Antennenanlage

Sie ging 1953 in Betrieb und verwendet ein sehr ungewöhnliches Antennensystem, welches aus mehreren Drähten besteht, die an 61 Meter hohen Türmen befestigt und zwischen dem Wheeler Mountain sowie dem Blue Mountain über das Tal des Jim Creeks gespannt sind. Mit einer Sendeleistung von 1,2 MW gehört der Sender der Jim Creek Naval Radio Station zu den leistungsfähigsten der USA und sendet auf einer Frequenz von 24,8 kHz.